# Монтеррубіо-де-ла-Сьєрра
Монтеррубіо-де-ла-Сьєрра (ісп. Monterrubio de la Sierra) — муніципалітет в Іспанії, у складі автономної спільноти Кастилія-і-Леон, у провінції Саламанка. Населення — 167 осіб (2010).
Муніципалітет розташований на відстані близько 170 км на захід від Мадрида, 23 км на південь від Саламанки.
На території муніципалітету розташовані такі населені пункти: (дані про населення за 2010 рік)
- Ернанкобо: 1 особа
- Мігель-Муньйос: 5 осіб
- Монтеррубіо-де-ла-Сьєрра: 151 особа
- Сеговія-де-Саседон: 2 особи
- Сеговія-ла-Чика: 0 осіб
- Торре-Сапата: 7 осіб
- Лас-Ломас: 1 особа
- Кортос-де-Саседон: 0 осіб

## Демографія
Динаміка населення (INE ):